# Gobierno de Florida

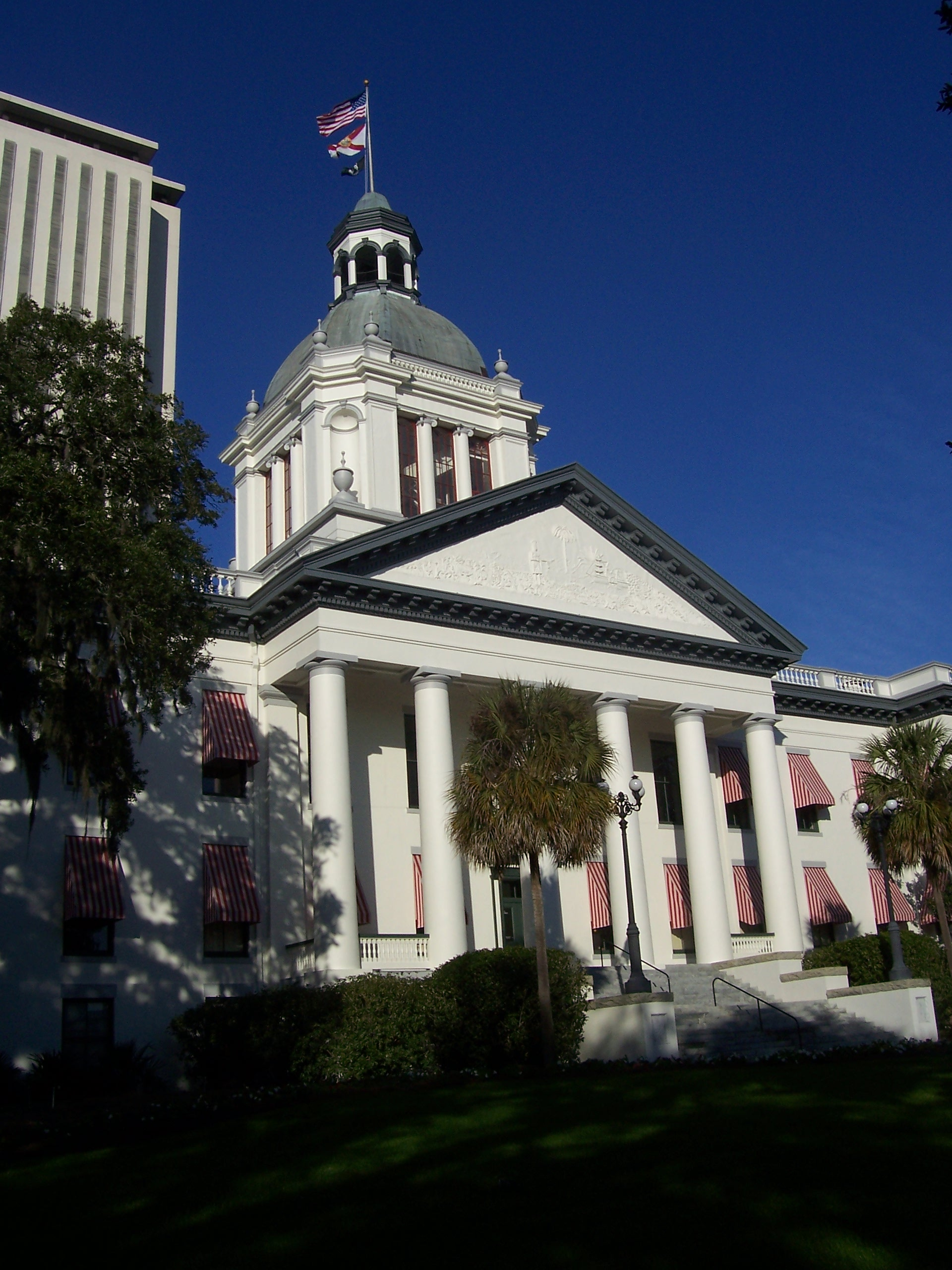
Capitolio de Florida en Tallahassee.

El estado de Florida, Estados Unidos, tiene un Senado formado por 40 miembros y un Congreso de 120 miembros. El actual gobernador es el republicano Ron DeSantis.
A pesar de que Florida ha sido tradicionalmente un estado demócrata, en los últimos años el crecimiento demográfico ha traído con él muchos republicanos. Las elecciones presidenciales del 2000 tuvieron unos resultados muy ajustados en este estado. A causa de su alta población y sus numerosos votos electorales, Florida es considerada por los analistas políticos como un estado clave ("swing state") en las elecciones presidenciales.
En Miami los demócratas-liberales luchan por el control político con conservadores, esencialmente de origen cubano. Tampa era tradicionalmente un feudo demócrata, pero recientemente la situación se ha polarizado y es gobernada por los republicanos.
 Excepto en los condados liberales de Miami-Dade, Broward y Palm Beach el partido demócrata de Florida tiende a ser socialmente conservador. Siendo un estado con mucha población hispana, los grandes debates ideológicos reciben influencia trasversal de tendencias culturales, históricas y religiosas inusuales en el resto del país.  
Florida es uno de los nueve estados que no impone impuestos sobre la renta. El impuesto estatal sobre las ventas es del 6 %. los gobiernos locales pueden hacer variar los impuestos sobre las ventas, situándose estos entre el 6-7.5 %.
- Datos: Q3112589
- Multimedia: Government of Florida / Q3112589